# Grand Prix USA 1964
Grand Prix USA 1964 (oficiálně VII United States Grand Prix) se jela na okruhu Watkins Glen International ve Watkins Glen v New Yorku ve Spojených státech amerických dne 4. října 1964. Závod byl devátým v pořadí v sezóně 1964 šampionátu Formule 1.

## Závod
| Poř.   | No. | Jezdec                | Konstruktér    | Počet kol | Čas/Odstoupení    | Pořadí na startu | Body |
| ------ | --- | --------------------- | -------------- | --------- | ----------------- | ---------------- | ---- |
| 1      | 3   | Graham Hill           | BRM            | 110       | 2:16:38.0         | 4                | 9    |
| 2      | 7   | John Surtees          | Ferrari        | 110       | + 30.5            | 2                | 6    |
| 3      | 22  | Jo Siffert            | Brabham-BRM    | 109       | + 1 kolo          | 12               | 4    |
| 4      | 4   | Richie Ginther        | BRM            | 107       | + 3 kola          | 13               | 3    |
| 5      | 17  | Walt Hansgen          | Lotus-Climax   | 107       | + 3 kola          | 17               | 2    |
| 6      | 12  | Trevor Taylor         | BRP-BRM        | 106       | + 4 kola          | 15               | 1    |
| 7      | 2   | Mike Spence Jim Clark | Lotus-Climax   | 102       | Nedostatek paliva | 6                |      |
| 8      | 14  | Mike Hailwood         | Lotus-BRM      | 101       | Olejové potrubí   | 16               |      |
| Ret    | 6   | Dan Gurney            | Brabham-Climax | 69        | Tlak oleje        | 3                |      |
| NC     | 23  | Hap Sharp             | Brabham-BRM    | 65        | + 35 kol          | 18               |      |
| Ret    | 8   | Lorenzo Bandini       | Ferrari        | 58        | Motor             | 8                |      |
| Ret    | 1   | Jim Clark Mike Spence | Lotus-Climax   | 54        | Vstřikování       | 1                |      |
| Ret    | 25  | Ronnie Bucknum        | Honda          | 50        | Motor             | 14               |      |
| Ret    | 15  | Chris Amon            | Lotus-BRM      | 47        | Startér           | 11               |      |
| Ret    | 16  | Jo Bonnier            | Brabham-Climax | 37        | Zadní náprava     | 9                |      |
| Ret    | 9   | Bruce McLaren         | Cooper-Climax  | 27        | Motor             | 5                |      |
| Ret    | 5   | Jack Brabham          | Brabham-Climax | 14        | Motor             | 7                |      |
| Ret    | 10  | Phil Hill             | Cooper-Climax  | 4         | Zapalování        | 19               |      |
| Ret    | 11  | Innes Ireland         | BRP-BRM        | 2         | Převodovka        | 10               |      |
| Zdroj: |     |                       |                |           |                   |                  |      |

## Průběžné pořadí po závodě
Pohár jezdců
|        | Pořadí | Jezdec          | Body    |
| ------ | ------ | --------------- | ------- |
|        | 1      | Graham Hill     | 39 (41) |
| 1      | 2      | John Surtees    | 34      |
| 1      | 3      | Jim Clark       | 30      |
|        | 4      | Richie Ginther  | 23      |
|        | 5      | Lorenzo Bandini | 19      |
| Zdroj: |        |                 |         |

Pohár konstruktérů
|        | Pořadí | Konstruktér    | Body    |
| ------ | ------ | -------------- | ------- |
|        | 1      | Ferrari        | 43      |
|        | 2      | BRM            | 42 (51) |
|        | 3      | Lotus-Climax   | 36 (37) |
|        | 4      | Brabham-Climax | 21      |
|        | 5      | Cooper-Climax  | 16      |
| Zdroj: |        |                |         |